# 王旭 (宋朝)
王旭（?—?），字仲明，北宋大名府莘县人，王祐第三子。
王旭为人严于治内，宽以待人，笃于友谊。以恩荫补任太祝，知缑氏县，有政绩。民谣说“永宁三，缑氏一鎌”。又知雍丘县。宋真宗担任开封府尹时，听说过他的名气。真宗即位后，任命他为殿中丞。他二哥王旦为宰相，他避嫌不任职。改判南曹。由判国子监出知颍州。王旦去世后，官至兵部郎中、知应天府。六十八岁去世。其子王质。